# Hesperocharis nera
Hesperocharis nera is een vlindersoort uit de familie van de Pieridae (witjes), onderfamilie Pierinae.
Hesperocharis nera werd in 1852 beschreven door Hewitson.